# Robert Francis Hennessey

Wappen von Robert Francis Hennessey

Robert Francis Hennessey (* 20. April 1952 in South Boston, Massachusetts) ist ein US-amerikanischer römisch-katholischer Geistlicher und Weihbischof in Boston.

## Leben
Robert Francis Hennessey empfing am 20. Mai 1978 durch den Erzbischof von Boston, Humberto Sousa Kardinal Medeiros, das Sakrament der Priesterweihe für das Erzbistum Boston.
Am 12. Oktober 2006 ernannte ihn Papst Benedikt XVI. zum Titularbischof von Tigias und zum Weihbischof in Boston. Der Erzbischof von Boston, Sean Patrick Kardinal O’Malley OFMCap, spendete am 12. Dezember desselben Jahres ihm, wie auch John Anthony Dooher, die Bischofsweihe; Mitkonsekratoren waren der Weihbischof in Boston, Emilio Simeon Allué SDB, und der emeritierte Weihbischof in Boston, John Patrick Boles.